# Burg Lengerich

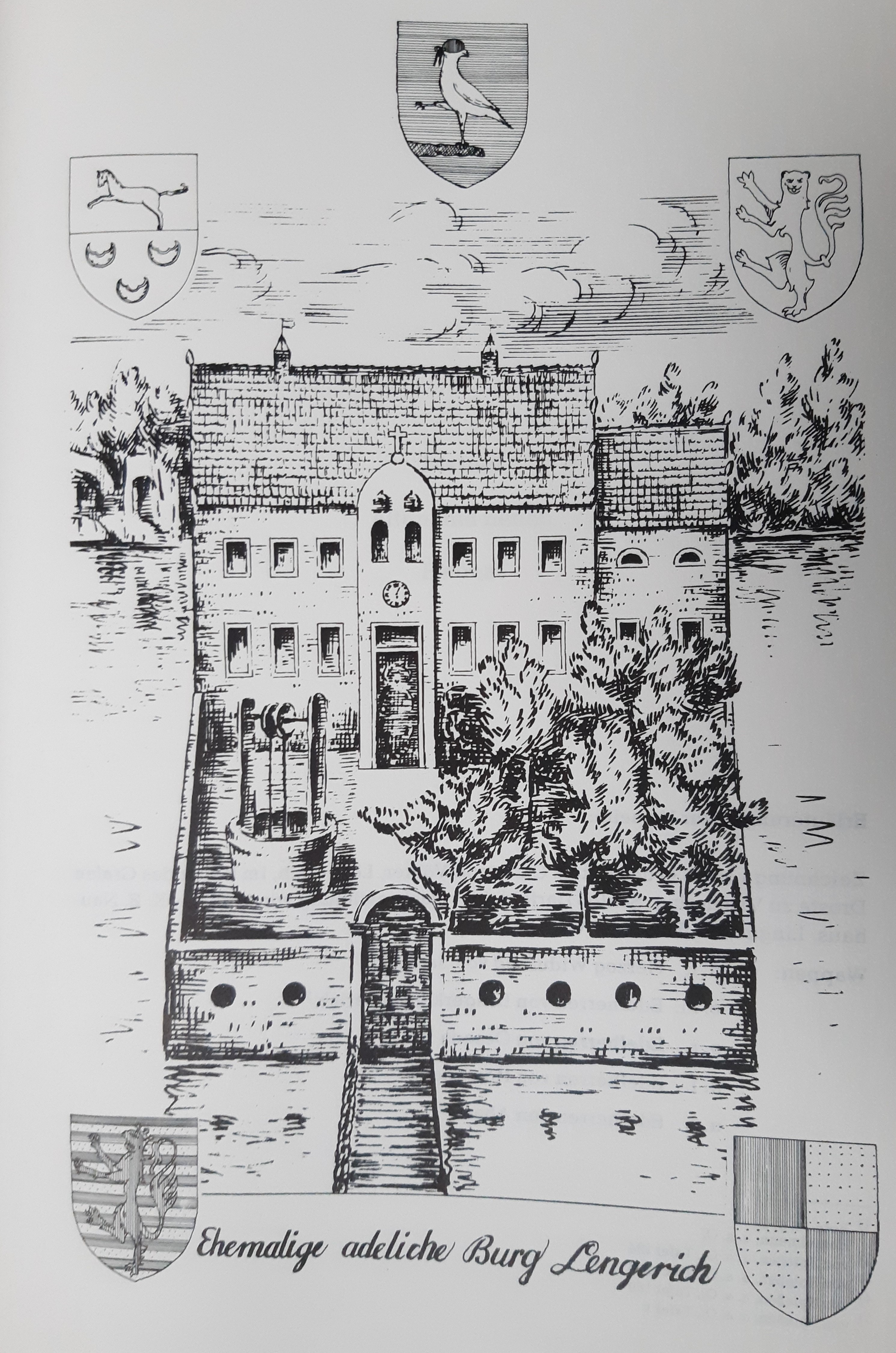
Das Herrenhaus von Burg Lengerich auf einer Zeichnung von Vikar Christian Völkers aus dem Jahr 1830

Burg Lengerich, früher auch Hakenburg genannt, war eine Niederungsburg in Lengerich im Emsland. Die entsprechenden Familien übten lange Zeit die Grundherrschaft im Ort aus. Entstanden aus einem adeligen Hof in sächsischer, vielleicht sogar in vorrömischer Zeit, blieb die Anlage über ein Jahrtausend prägend für das Ortsbild, bis sie nach dem Wegzug ihrer Besitzer über mehrere Jahrzehnte zwischengenutzt und schließlich 1792/1793 abgerissen wurde. Einzig ein Teil des ehemaligen Außengrabens und das Torhaus blieben erhalten. Das ehemalige Burggelände dient heute unter dem Namen Bürgerpark als Naherholungsgebiet, vor Ort erinnern mehrere Informationstafeln an die ehemalige Anlage.

## Lage
Burg Lengerich entstand am Rande eines als Ostrum bezeichneten Eschgebietes, etwa 300 Meter nördlich des heutigen Ortskerns. Zudem befand die Burg sich an einer alten Siedlungs- und späteren Heerstraße, der heutigen L60, die südwestlich in Richtung Lingen und Freren, nordöstlich in Richtung Berge, Orthe, Menslage und Quakenbrück verläuft. Möglicherweise verlief aus dieser Richtung auch die Besiedelung des Lengericher Raumes. Der Ort wuchs erst im Laufe der Jahrhunderte an die Burganlage heran. Selbst auf einer Karte von 1954 ist die ehemalige Anlage noch weiträumig von Grün- und Ackerland umgeben, lediglich zur Nord- und Südostseite verläuft ein bebauter Straßenzug. Da seit den beginnenden 1970er Jahren mehrere Neubaugebiete in Lengerich errichtet wurden, wuchs der Ort in der zweiten Hälfte des letzten Jahrhunderts schnell um die ehemalige Burglage herum, sodass sie heute an allen Seiten von bebautem Land umgeben ist und nun eher in der Mitte des Ortes liegt.

## Burganlage
Die Rekonstruktion der Anlage gestaltet sich als schwierig, da genaue Aufzeichnungen über die Gestalt der Anlage fehlen. Selbst bei der bekanntesten Darstellung der Kernburg handelt es sich um eine Zeichnung aus dem Gedächtnis, die mehr als 30 Jahre nach dem Verschwinden der Anlage erstellt wurde. Dennoch sind einige Informationen über die Burg bekannt.
Bei Burg Lengerich handelte es sich um eine Wasserburg aus Haupt- und Vorburg, die separat von Wassergräben umschlossen waren. Auf dem Gelände der Vorburg wurde Landwirtschaft betrieben, ob sich dort auch Gebäude befanden, ist unbekannt. Die Kernburg mit dem Herrenhaus bestand gegen Ende der Nutzungsdauer aus einem zweigeschossigen, massiven Gebäude, dass zu diesem Zeitpunkt bereits sehr alt war. Auch soll die Anlage über mehrere Wassergräben, sogenannte Gräfte, und Türme verfügt haben.
Der Vorhof des Herrenhauses wird als sehr geräumig beschrieben, auch soll sich dort im 16. und ausgehenden 18. Jahrhundert ein Baum befunden haben. Auf der Zeichnung des Vikars Christian Völkers aus Lengerich ist dort ebenfalls ein Brunnen zu sehen.

## Geschichte

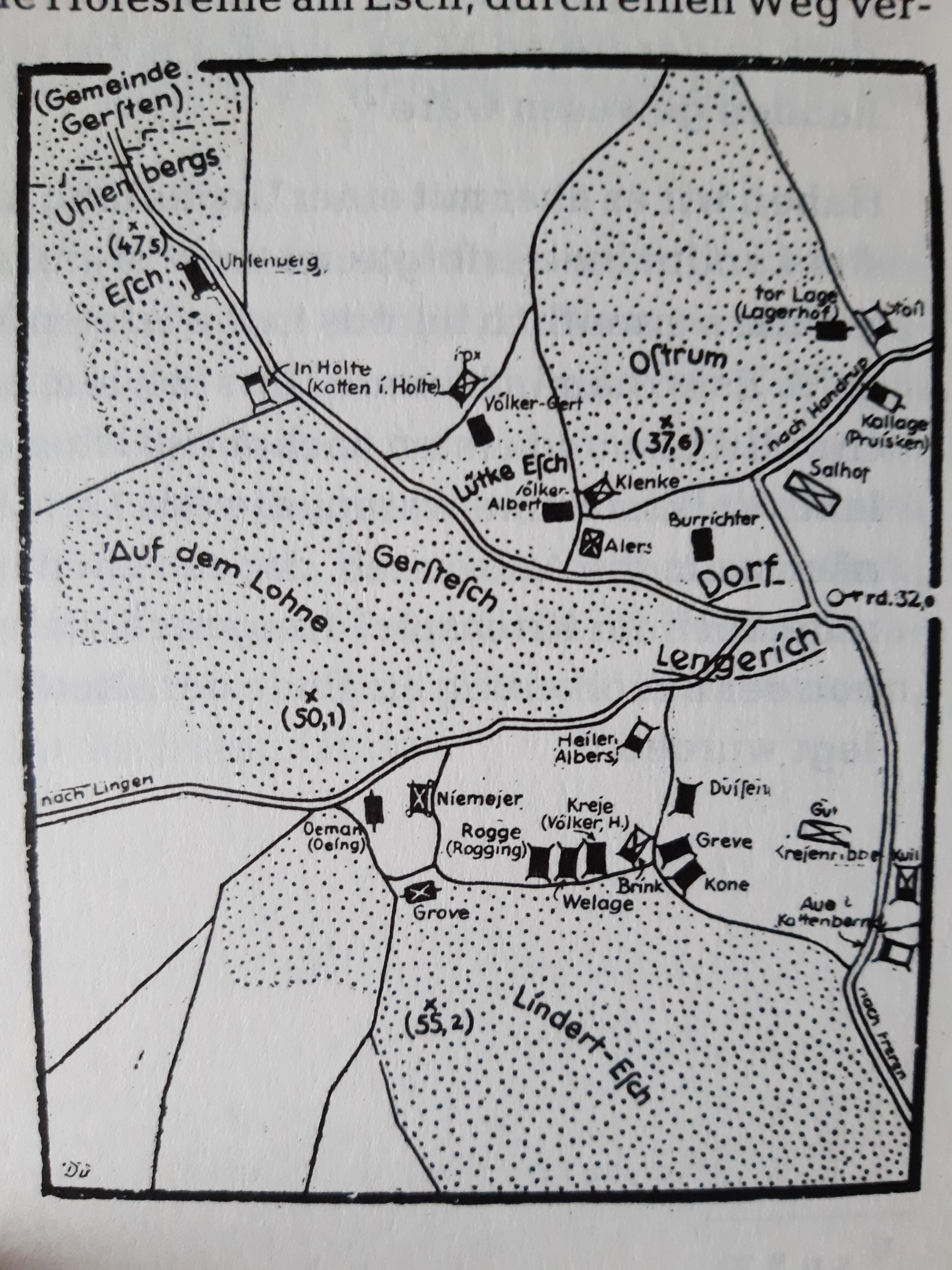
Lage des Salhofes im Jahr 1550 südöstlich des ostrumer Esch, nördlich des Dorfes Lengerich

### Salhof oder Sadelhof
Die Burg Lengerich geht im Ursprung auf einen Hof zurück, der nördlich des heutigen Ortskerns entlang einer fruchtbaren Ackerfläche an einer alten Siedlungsstraße gemeinsam mit fünf weiteren Höfen in einer Reihe lag. Diese wurden anscheinend zeitgleich errichtet, denn sie lagen in gleichem Abstand zueinander und hatten den gleichen Zugang zu den fruchtbaren Ackerböden am Esch. Dabei handelte es sich wohl um Höfe aus der ersten Landnahme, also bereits aus vorrömischer Eisenzeit. Der Hof, aus dem später die Burg Lengerich hervorgehen sollte, trug in der Tauschurkunde von 1269 den Namen Salhof, später auch Sadelhof oder Saalhof genannt. Aufgrund der Namensgebung ist davon auszugehen, dass es sich um einen besonders großen und wichtigen Hof handelte, der die Keimzelle des späteren Ortes Lengerich bildete.
Spätestens in der Zeit um 400 löste der Stammesverband der Sachsen die Chauken als Einwohner der Gegend ab. Von der Fundlage des 1847 entdeckten Schatzes von Lengerich, der nach 362 n. Chr. unter einer Versammlungs- oder Kultstätte vergraben wurde, führte ein direkter Weg zum Salhof, sodass dieser damals wohl schon mit herausragender Bedeutung existierte. Aufgrund der kostbaren und reichen Schmuckstücke, die bei diesem Fund gemacht wurden, kann davon ausgegangen werden, dass dabei hochrangige Mitglieder der Gesellschaft in der Gegend waren. Die Vermutung liegt nahe, dass diese auf dem Salhof lebten. Auch das in der Tauschurkunde von 1269 vermerkte Jagd- und Fischereirecht dieses Hofes für das ganze Kirchspiel wird nicht erst kurz vorher erworben worden sein, sondern bereits in der Zeit, als sich dieser Hof gegenüber anderen Siedlungen in der Gegend machtvoll zu erheben begann, also spätestens in altsächsischer Zeit.
Die Größe und störungsfreie Einordnung des Hofes zeigt an, dass dieser nicht erst in fränkischer oder karolingischer Zeit hinzugekommen sein kann.
Die rechtwinkelig nach Südosten abknickende Straße spricht dafür, dass sie nachträglich angelegt wurde, also jünger ist als der Salhof und wahrscheinlich nötig war, um die in diese Richtung gewachsene Siedlung zu erschließen, da sich um die in der Zeit nach 810 gegründeten Kirche nun auch Menschen anzusiedeln begannen. Wahrscheinlich wurde dieser Weg auch gewählt, um bestehende Grundstücke oder Gebäude des Hofes nicht anzuschneiden.
890 besaß der Salhof vier ihm abgabepflichtige Höfe; zwei in Gersten und zwei in Langen.
Die genaue Gestalt des Hofes kann nicht rekonstruiert werden, da aus dieser Zeit keine Informationen dazu vorliegen. Vermutlich hatte der Hof schon vor 1269 große und eventuell befestigte Gebäude. In der Zeit nach 810 wurde an der Stelle der heutigen evangelisch-reformierten Kirche eine Kapelle als Eigenkirche auf damals zur Burg gehörigem Land gegründet, d. h., dass diese Kirche mit zum Hof gehörte. Nach und nach wurde sie mit immer mehr Land ausgestattet, bis der Hof an das Kloster Werden kam. Dieses behielt bis 1565 das Patronatsrecht über Pfarrei und Kirche, inklusive einer eigenen Eingangstür, einem Chorstuhl und einem Erbbegräbnis in der Kirche. In dieser Zeit siedelten sich nun auch auf dem weiter südlich gelegenen Gelände vor der späteren Lengericher Kirchenburg Handwerker und Händler, meist zweitgeborene Bauernsöhne, an. Diese Stelle markiert heute den Ortskern von Lengerich.
In einer Urkunde von 1269 wird ausgesagt, dass die Gerichtsbarkeit und Eigenkirche bereits den Vorfahren des damaligen Besitzers Bernd von Ahaus gehörten, ein weiteres Anzeichen für die bereits früh bestehende Bedeutung des Hofes.

### Hochmittelalter

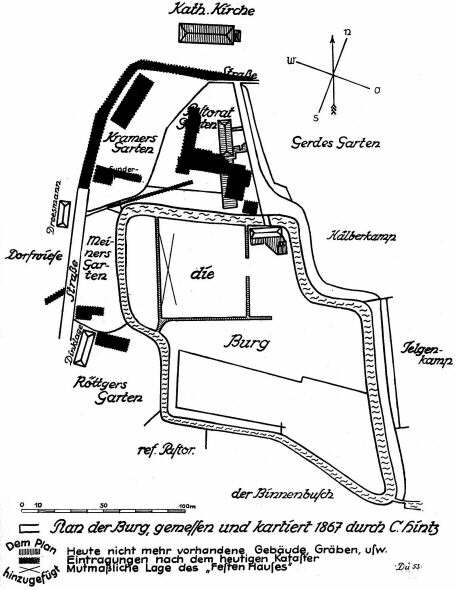
Rekonstruktionszeichnung der Burg Lengerich, angefertigt im Jahr 1867. Nördlich der Anlage liegt das Pfarrhaus und die damalige katholische Kirche. Das Herrenhaus liegt hier fälschlicherweise gen Westen.

Spätestens seit 1183 wurde der Salhof von einer Familie mit Namen „von Lengerich“ bewirtschaftet, die den Hof irgendwann vor 1269 wieder verlassen hatte. Bei dieser Familie handelte es sich demnach um Vasallen, die gewisse Freiheit genossen- einem Ministerialen wäre der straflose Wegzug nicht möglich gewesen.
1269 tauschte der damalige Besitzer Bernhard von Ahaus den Hof mitsamt der Eigenkirche (der heutigen evangelischen Kirche), dem Kirchenland, sowie des Jagd- und Fischereirechts, der Gerichtsbarkeit und allem zugehörigen Land gegen einen gleichartigen Hof in Laer im Kreis Steinfurt ein. Damit wurde der Hof in Lengerich Eigentum des Klosters in Werden. Die Herren von Lengerich, die für ihn dieses Gut bewirtschafteten, hatten diesen offenbar verlassen, sodass Überfälle und Brände nicht abgewehrt werden konnten. Auch war die Entfernung zum Stammsitz in Ahaus mit über 80 Kilometern für eine direkte Bewirtschaftung zu groß, was Bernhard von Ahaus zu dieser Entscheidung veranlasst haben dürfte. Da er zu dieser Entscheidung laut Urkunde auch die Einwilligung seiner Mutter benötigte, stammte der Hof möglicherweise aus ihrer Mitgift. Bei diesem Tausch erhielt das Kloster auch die gesamte Vilikation und verpachtete die als Haupthof genutzte Anlage. Da für das Eigenland der Kirche eine Hufe Land abgetreten wurde, ohne das sich damit die Wirtschaftskraft des Hofes merklich verringerte, muss er etwa die Größe von 2–3 Vollerbestellen besessen haben. Pächter mitsamt allen Nutzungsrechten waren die Brüder Ludolf und Ludwig von Hake. Nach dieser Familie wurde die Burg Lengerich eine Zeitlang auch Hakenburg genannt.

### Spätmittelalter
Im 15. Jahrhundert wurde die Anlage der Burg stark ausgebaut. Lüdegke von Haken wurde 1462 mit Lengerich belehnt und hinterließ eine Tochter mit Namen Anna, die Goddert von Heek heiratete und so das Gut Lengerich in seinen Besitz brachte. Dieser erhielt es 1500 als Lehen und wurde von seinem Sohn, Hake von Heek beerbt. Als dieser 1558 starb, betrachtete das Kloster in Werden das Gut als heimgefallen und versuchte, die Bewirtschaftung wieder selbst zu übernehmen. Godderts Neffe, Rutger von Tork brachte das Gut jedoch an sich. Das führte zu einem von 1558 bis 1565 andauernden Rechtsstreit mit dem Abt von Werden und endete schließlich damit, dass ihm Lengerich im Jahre 1565 vom Abt gegen eine jährliche Abgabe von 25 Talern zugesprochen wurde. Für angeblich erlittene Schäden bestand der Abt jedoch zusätzlich auf 1900 Talern Entschädigung und dem Patronatsrecht über die Kirche, wohl um in den unruhigen Zeiten den katholischen Glauben besser schützen zu können.

### Frühe Neuzeit
Im Jahr 1550 gehörten zur Burg in Lengerich 25 abgabepflichtige Höfe. Rutger von Tork scheint Burg Lengerich mit neuen Befestigungsanlagen umgeben zu haben, denn 1579 verfügte das Gut über Türme, Gräben, Wälle und Tore. Im gleichen Jahr plünderte der niederländische Kommandant von Kurzbach, der auf der Burg in Lengerich wohnte, die Gegend. Er soll sehr grausam und habgierig gewesen sein, so sollen seine Soldaten der Bevölkerung selbst die Kleidung weggenommen haben. In seinem Zimmer auf der Burg lagerten mehrere Fässer mit Schießpulver, die sich entzündeten als man versuchte, dort einen Schrank aufzubrechen. Durch die Explosion flog von Kurzbach aus dem Fenster und zerschellte an einem Baum, was von der Bevölkerung als Strafe für sein Verhalten aufgefasst wurde.
In der evangelisch reformierten Kirche in Lengerich befinden sich noch heute die Grabplatten einiger ehemaliger Besitzer der Burg.
Die zugehörigen Landflächen des Gutes umfassten im Jahr 1680 insgesamt 125ha aus Weide-, Acker- und Waldland.

### Katholische Gottesdienste
Nachdem durch die Oranier ab 1632 der katholische Glaube verboten worden war, hatte die damalige Gutsherrin Elisabeth von Tork einen von ihrem Onkel gestifteten Altar aus der nun protestantischen Kirche in den Saal des Gutshauses bringen lassen, wo heimlich Gottesdienste abgehalten wurden. Von 1715 bis 1718 wurde eine Notkirche genutzt, die sich etwa 200 Meter nördlich der Burganlage befand. Unter preußischer Herrschaft wurde der katholische Gottesdienst wieder erlaubt und bald errichtete man in Lengerich, wohl bereits auf dem Gelände der jetzigen katholischen Kirche, eine größere Notkirche als Fachwerkbau für die stark angewachsene Gemeinde. Wilhelmine Friederike Ursula von Tork, die Tochter Elisabeths, heiratete 1654 Johann Friedrich von Reede, der auch der letzte Eigentümer des Gutes werden sollte.

### Späte Nutzung und Abriss
Nachdem der Eigentümer Johann Albrecht von Reede 1715 verstorben war, wohnten die Eigentümer nicht mehr auf Burg Lengerich. Diese diente künftig zeitweise dem Verwalter und dem Geistlichen als Wohnhaus. In den Jahren 1792 und 1793 wurde das Gut abgebrochen und die zu diesem Zeitpunkt bestehenden, doppelten Gräben größtenteils verfüllt. Beim Abbruch wird die Burg beschrieben als ein massives, antikes, zweistöckiges Gebäude, das von einem breiten Binnengraben, Wall und Außengraben umgeben war. Vor dem Herrenhaus lag ein geräumiger Platz der von einer hohen, mit Schießscharten versehenen Mauer und einem festen Tor umgeben war. Im Jahr 1830 fertigte der Vikar Christian Völkers aus Lengerich aus der Erinnerung eine Zeichnung des ehemaligen Herrenhauses an. Auch wenn er die Schießscharten darstellt, fehlen Anzeichen für Befestigungen am Tor fast gänzlich. Die Zeichnung befindet sich heute in Schloss Darfeld.

## Vom 19. Jahrhundert bis heute

### Nachnutzung

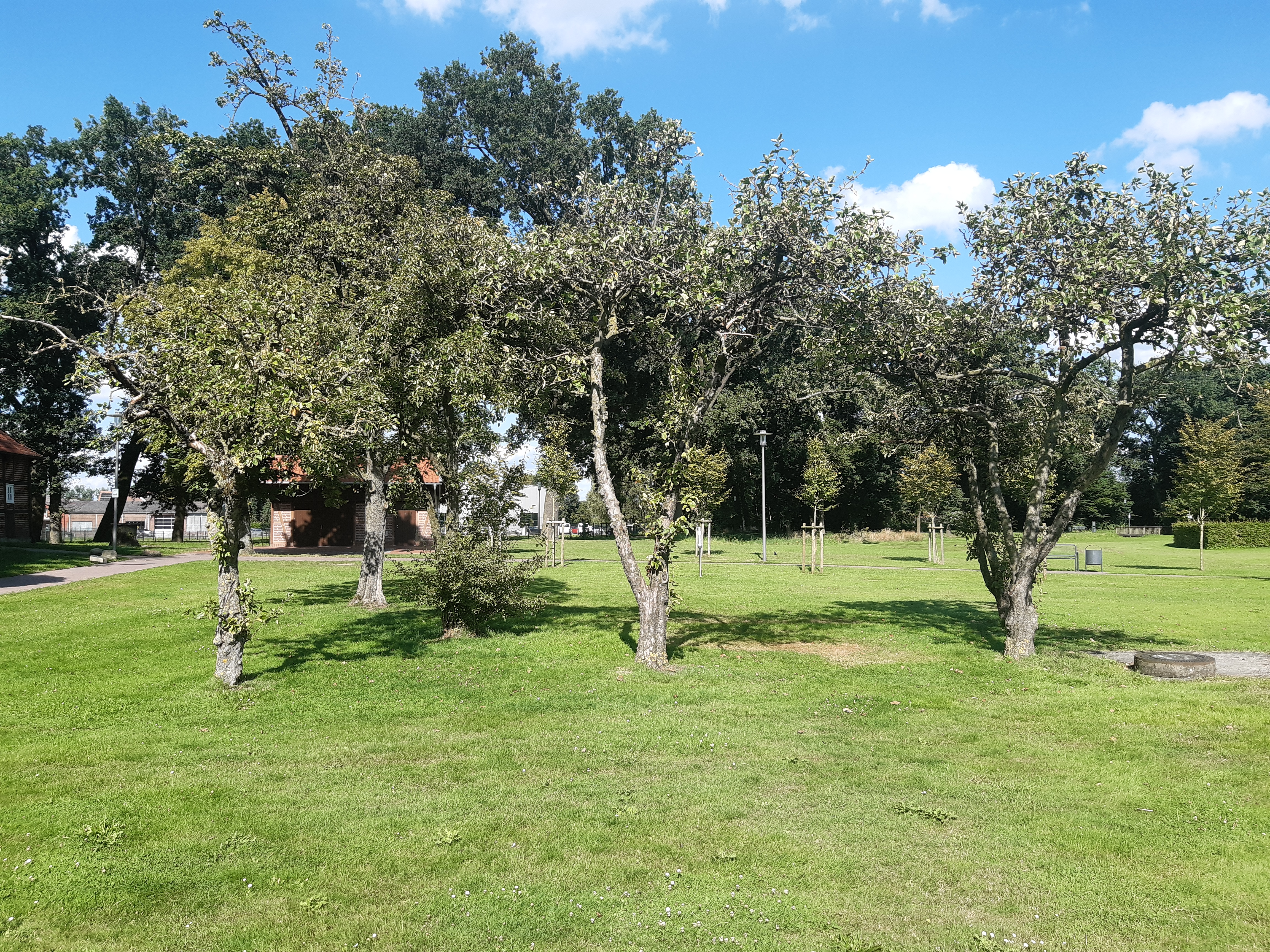
Apfelbäume des ehemaligen Krankenhausgartens, links zu erkennen ist das ehemalige Torhaus.

Direkt nördlich an das ehemalige Burgareal anschließend wurde 1872 das Maria-Anna-Krankenhaus, das heutige Maria-Anna-Heim erbaut. Zu diesem gehörten zum Zweck der teilweisen Selbstversorgung der Krankenhausküche diverse landwirtschaftliche Flächen, die teilweise auch zur Viehhaltung genutzt wurden. Zumindest ein Teil der Burganlage scheint ebenfalls dazugehört zu haben. Noch heute stehen in der Nähe des Torhauses einige alte Apfelbäume aus der Zeit der Nutzung als Krankenhausgarten.

### Torhaus
Das Torhaus wurde nach 1750 errichtet. Es handelt sich dabei um einen eingeschossigen Fachwerkbau mit Krüppelwalmdach. Das Gefache ist mit Ziegelsteinen ausgefüllt. Es diente nach dem Ende der Burg zunächst als Wohnung des katholischen Pfarrers, denn die damalige katholische Kirche und Pfarrei lag direkt nördlich des ehemaligen Burggeländes. Mit Errichtung der Neugotischen Saalkirche St. Benedikt in den Jahren 1870 bis 1874 wurde die Pfarrstelle verlegt und das Torhaus fortan als Wirtschaftsgebäude genutzt. Bevor der Heimatverein Lengerich Anfang der 1970er Jahre das Gebäude übernahm, wurde es offenbar als Wohnung benutzt. Seither dient das Gebäude als Veranstaltungsraum des Heimatvereins. Auch Trauungen finden dort statt.

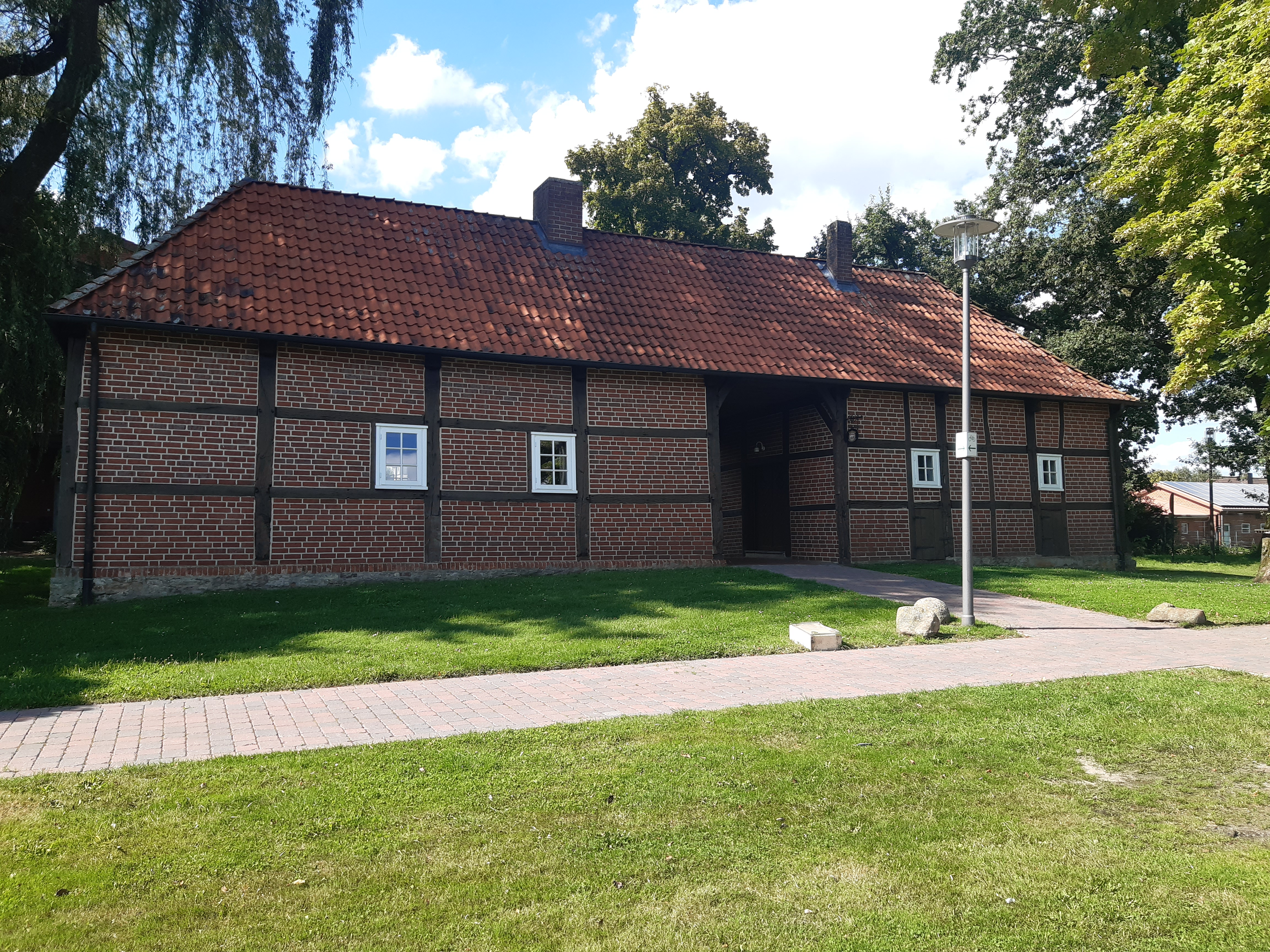
Ansicht des Torhauses von der ehemaligen Vorburg aus
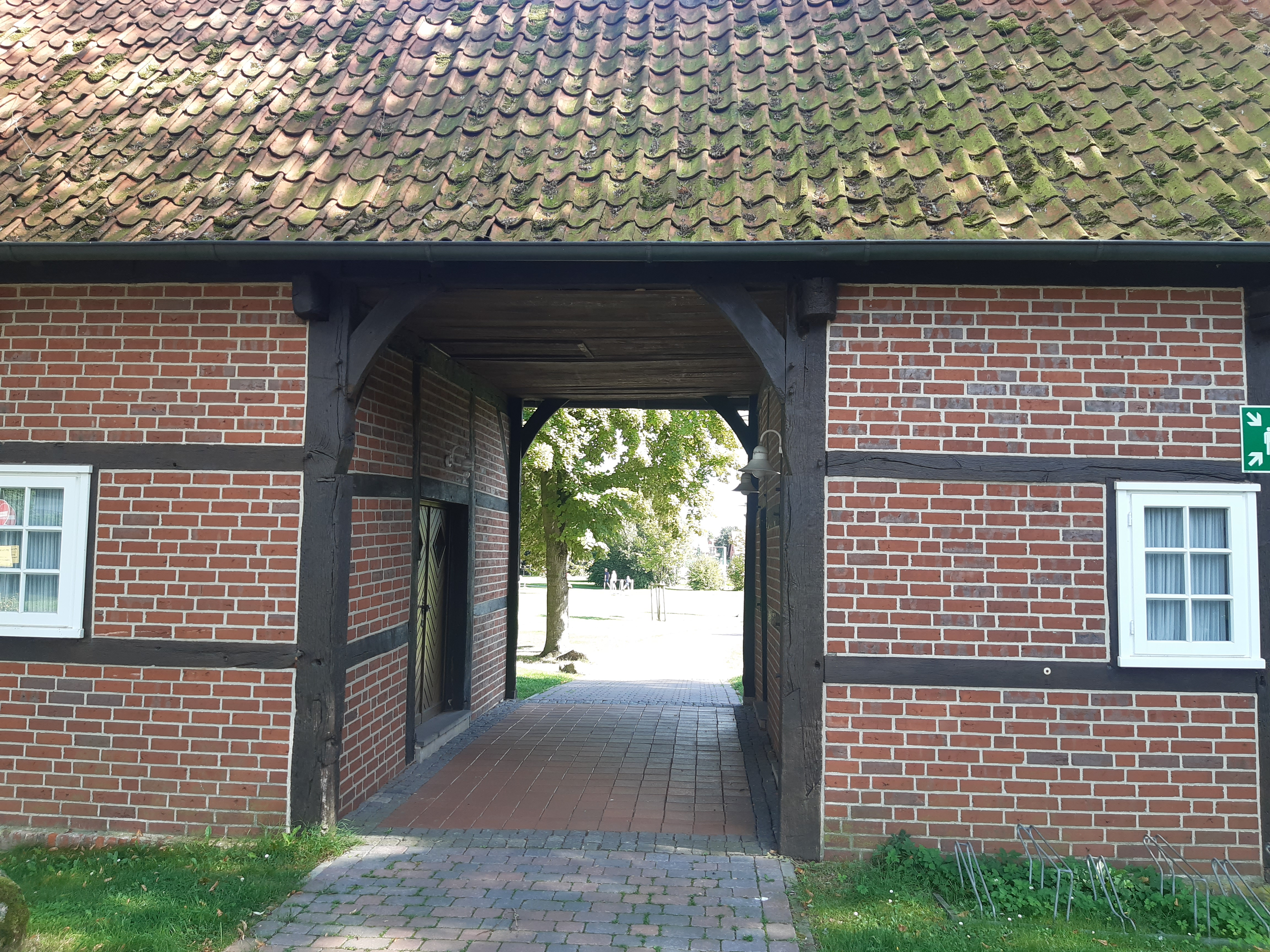
Toreinfahrt des ehemaligen Torhauses der Burg Lengerich
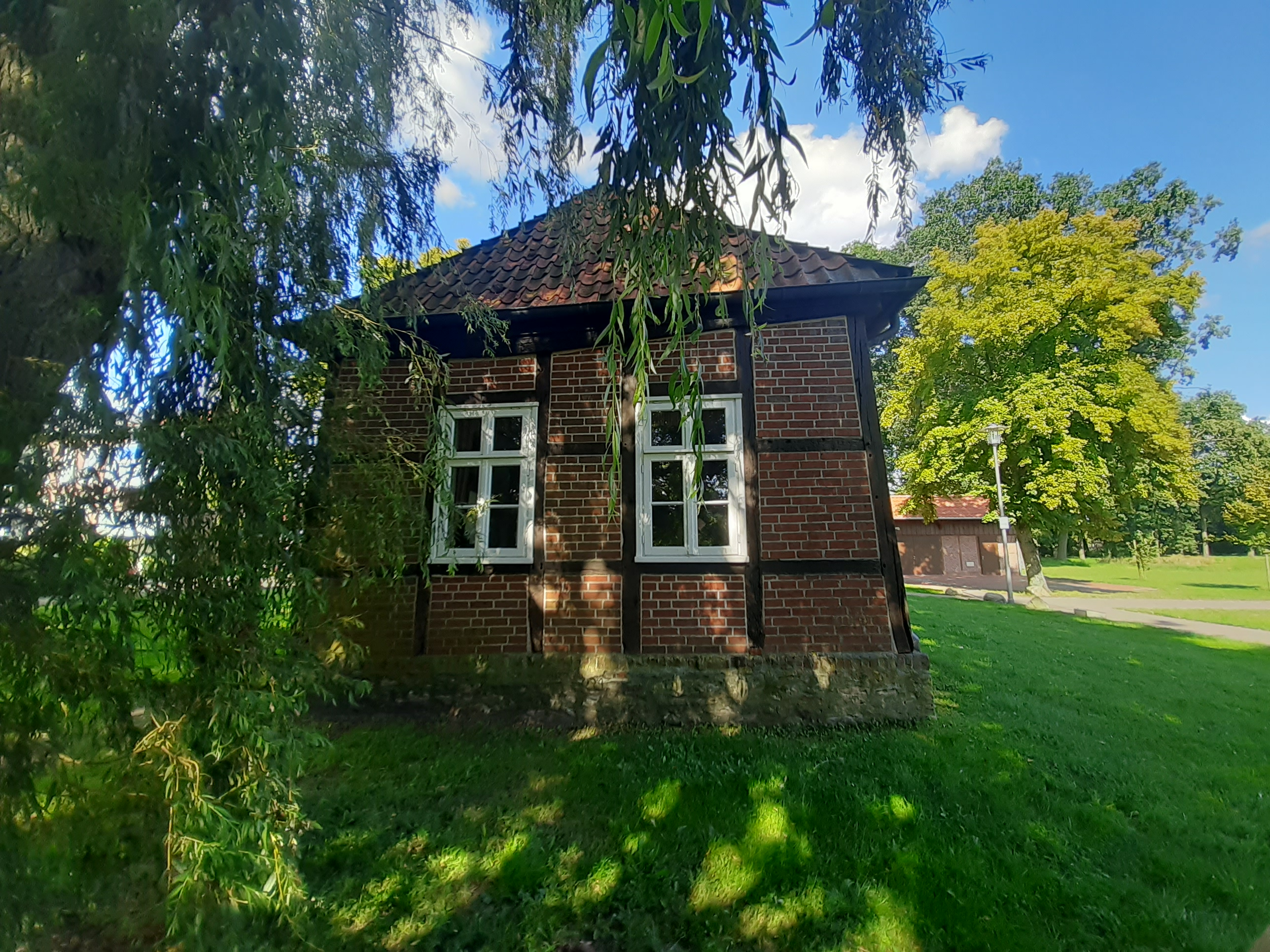
Seitenansicht des ehemals als Wohnung des Pfarrers genutzten Teils. Rechts liegt das Burggelände.

### Ortsbezeichnung „Lengerich auf der Walllage“
Zur Abgrenzung von Lengerich in Westfalen wurde Lengerich im Emsland gelegentlich als „Lengerich in Hannover“, meist jedoch als „Lengerich auf der Walllage“ bezeichnet. Die Schreibweise dieses Namenszusatzes änderte sich im Laufe der Zeit: Waleghen 1241, Wallaache 1278, Wallage 1279, im 14. Jahrhundert Wallaghe. Auch wenn die Vermutung naheliegt, hat dieser Name nichts mit einer Umwallung der Burg Lengerich zu tun. Es handelt sich dabei wahrscheinlich um eine Anspielung auf die Grenze der Territorien Münster und Osnabrück, die in dieser Gegend durch sogenannte Wallhagen, also Erdwälle mit Hecken, markiert wurde. Diese Zusatzbezeichnung ist heute nicht mehr in Gebrauch.

### Heutige Situation
Von der ehemaligen Burganlage existieren heute nur noch das Torhaus und ein größerer Teich. Dieser stellte einen Teil des ehemaligen Burggrabens dar, der das Herrenhaus umfloss. Dieser wird noch heute als „Burggraben“ bezeichnet. Das Ausmaß der ganzen Anlage lässt sich bis heute am Verlauf einiger Gräben und der Form der Wege des nördlichen Bürgerparks erkennen. Die dort verlaufende „Graf-Droste-zu-Fischering-Allee“ zeichnet ebenfalls teilweise den Umriss der Anlage nach.
2019 wurde das Gelände des Bürgerparks umgestaltet. Dabei wurde der Standort des ehemaligen Herrenhauses durch in den Boden eingelassene Ziegel sichtbar gemacht und zahlreiche Informationstafeln zur Geschichte der Burg aufgestellt. Neben dem Torhaus wurden dabei ein Schuppen in Fachwerkbauweise errichtet, an dem sich eine Ladestation für E-Bikes befindet. In der angrenzenden Wohnsiedlung erinnern die Straßennamen „An der Burg“ , „Am Burggraben“ und „Am Burgwall“ noch heute an die in der nähe liegende ehemalige Anlage.